# يان والترز
يان والترز (بالإنجليزية: Ian Walters)‏ هو نحات بريطاني، ولد في 9 أبريل 1930 في سوليهل في المملكة المتحدة، وتوفي في 6 أغسطس 2006 في لندن في المملكة المتحدة.